# Dyle-planen
Dyle-planen eller D-planen var den primære franske operationsplan for at afværge det forventede tyske angreb under Fall Gelb i 2. Verdenskrig. Den var udformet af den franske overgeneral Maurice Gamelin i 1940. Planen var opkaldt efter floden Dyle, som løber fra det sydlige Belgien til Antwerpen. Planens hovedmål var at stoppe den fremrykkende tyske Heeresgruppe B, som franskmændene fejlagtigt troede var den stærkeste, i Belgien. Frankrig havde en militærtraktat med Belgien fra 1920 om at strømline kommunikation og befæstninger i tilfælde af et tysk angreb, men i 1930'erne havde Belgien skiftet politik og førte nu en streng neutralitet, hvilket førte til mange vanskeligheder ved koordinationen.    
Gamelin foreslog oprindelig den knap så risikable "E (Escaut)-plan", som gik ud på et kraftigt forsvar (undtagen af den mest vestlige del af Flandern, baseret på en række befæstninger stort set langs den belgisk-franske grænse frem for i selve Belgien. Gamelin valgte imidlertid til sidst at benytte Dyle-planen ud fra det synspunkt, at det nye anti-tank-forsvar som Belgien havde bygget langs Dyle og ved Gembloux-hullet gjorde muligt for de allierede hære hurtigt at gå i stilling i Belgien.
 Ved at vælge Dyle-planen blev det også muligt for den franske 7. Arme at tage forbindelse med de hollandske styrker via Breda i Holland.
 Ironisk nok viste det nye anti-tank-forsvar ved Gembloux sig at være ret utilstrækkelige, og den 3. og 4. tyske panzerdivision gennembrød dem ganske let.
Dyle-planen betød at de allierede reagerede netop som tyskerne havde forventet, og de gennemførte deres hovedangreb (Manstein-planen) længere mod syd gennem Ardennerne ud fra den antagelse at de allierede ville skynde sig ind i det centrale Belgien. British Expeditionary Force og den 1. og 7. franske Arme blev afskåret fra resten af de franske armeer, og ville være blevet nedkæmpet, hvis ikke de hurtigt var blevet evakueret fra Dunkerque i Operation Dynamo. Dyle-planen var en grundlæggende fejl i den allierede strategi, og var en af de afgørende faktorer, som bidrog til det allierede nederlag i Slaget om Frankrig. Ifølge den britiske historiker Julian Jackson kan Frankrigs fald i høj grad tilskrives dårlig strategisk planlægning i den franske overkommando.